# Chrysopsenella euryphaessa
Chrysopsenella euryphaessa (лат.) — ископаемый вид мелких архаичных ос, единственный в составе рода † Chrysopsenella и семейства † Chrysopsenellidae (Chrysidoidea) из отложений мелового периода (бирманский янтарь).

## Этимология
В основе видового эпитета Ch. euryphaessa лежит термин «Эврифаесса» (др.-греч. Εὐρυφάεσσα), альтернативное имя титаниды Тейи (др.-греч. Θεία), которая в греческой мифологии наделяла драгоценности блеском и ценностью (так как новый таксон близок к осам-блестянкам). Название рода Chrysopsenella основано на сочетании латинизированных греческих слов chrysos, означающего «золото», и psenella, уменьшительной формы psen, означающей «оса».

## Описание
Длина тела около 3 мм. Голотип найден в бирманском янтаре. Голова и мезосома преимущественно черные. Ротовой аппарат, педицель, жгутик и ноги светло-коричневые; скапус темно-коричневый. Крылья гиалиновые, со светло-коричневыми жилками. Метасома красновато-коричневая. Новый таксон выделен в монотипические род и семейство, которые отличаются по следующей комбинации признаков: мандибула относительно длинная, двузубая; нижний край усиковых впадин на одном уровне с вершиной наличника; скапус антенн цилиндрический и относительно длинный; жгутик с 11 члениками; лоб не приподнят по отношению к поверхности клипеуса; глаза относительно крупные, занимают большую часть боковой поверхности головы; пронотальный бугорок (шея) короткий, но передний фланец переднеспинки в дорсальном виде закрывает проплевры; базистернум хорошо развит, скошен назад и с сильной продольной бороздой медиально; мезистернум с латеровентральной бороздой, пересекающей мезепистернальную ямку; коготки лапок двузубчатые; метапостнотум медиально вдается в проподеум в виде полукруглой впадины; задняя поверхность проподеума не ограничена поперечным килем или ямками.

## Систематика
Вид был впервые описан в 2023 году и выделен в монотипические род † Chrysopsenella и семейство † Chrysopsenellidae (Chrysidoidea). Филогенетический анализ показал, что семейство † Chrysopsenellidae тесно связано со Scolebythidae, а вся их клада служит сестринской группой с Chrysididae + † Chrysobythidae.